# Огдру Джахад
Огдру Джахад (англ. Ogdru Jahad) — це божество з коміксів про Хеллбоя, вигадане Майком Міньйолою. Огдру Джахад також описують як «Семеро в одному». Це божество є центральним антагоністом усіх коміксів, хоч і не робить якихось активних дій, будучи замкненим у «Золотих коконах». Потвора має 369 дітей, відомих як Огдру Хем.

## Вигадана біографія
На початку часу Бог створив декількох духів. Частина цих духів були призначені Наглядачами за Всесвітом. Один з Наглядачів, відомий як Анум, «…наважився взяти з неба вогонь, а з бруду зліпив Дракона…». Таким чином, Огдру Джахад складається з чотирьох класичних елементів. Інші Наглядачі заточили чудовисько в кристали, але до того воно вже встигло ожити і навіть народити 369 дітей.
Наглядачі, побачивши новонароджених потвор, пішли на війну з ними. Після війни більшість Огдру Хем втратили фізичні тіла, а всі інші були заточені в самих різних місцях. Після цього Наглядачі вбили Анума і від нього залишилася лише права рука — Рука Долі. За те, що його творіння не виконали своєї головної місії, Бог скинув більшість Наглядачів у прірву, а ті з них, хто залишилися, потрапили на Землю і утворили першу на ній расу — Золотих Людей Гіперборії.
Як пізніше виявилося, права рука Анума вціліла і її знайшли Гіперборейці. 10 000 років потому сталося падіння Гіперборії, коли Геката використала лідера нації, Тота, аби розкрити усі таємниці Наглядачів. Тот прокляв Гекату, але корупція в його нації не закінчилися. Все це призвело до знищення Гіперборії.
Після Льодовикового періоду з'явилися люди і Гіперборійці почали відходити на другий план, а також розділилися на дві гілки. Одна гілка почала передавати своїм спадкоємцям знання, а інша спробувала відновити свою велич і цим вони погубили себе. Рука Долі врешті-решт потрапила в Пекло, де її приєднали до Хеллбоя, аби, в потрібний час, він звільнив Огдру-Джахада.

## Імена Драконів
- Амон Джахад
- Адад Джахад
- Намрат Джахад
- Ірра Джахад
- Нунн Джахад
- Беуу Джахад
- Нергал Джахад

## В інших медіа

### Фільми

Огдру Джахад проникають в наш світ

Огдру Джахад з'являється в фільмі Хеллбой 2004-го року, де його намагається звільнити Григорій Распутін. В кінці фільму Распутін все ж звільняє Джахада за допомогою Хеллбоя, але той згадує, ким є насправді і закриває вхід Дракону в наш світ.